# Strongylosoma soederlundi
Strongylosoma soederlundi är en mångfotingart som beskrevs av Karl Wilhelm Verhoeff 1924. Strongylosoma soederlundi ingår i släktet Strongylosoma och familjen orangeridubbelfotingar. Inga underarter finns listade i Catalogue of Life.